# Miguel Egaña
 (novembre 2017).
Si vous disposez d'ouvrages ou d'articles de référence ou si vous connaissez des sites web de qualité traitant du thème abordé ici, merci de compléter l'article en donnant les références utiles à sa vérifiabilité et en les liant à la section « Notes et références ».
Miguel Egaña (né à Paris en 1952) est un artiste et un chercheur français. Il a entrepris des études de lettres avant d'obtenir l'agrégation d'arts plastiques. Il obtient son doctorat en sciences de l'art durant les années 1990 (sous la direction d'Eliane Chiron) et devient par la suite maître de conférences à l'université de Picardie Jules-Verne. Actuellement[Quand ?], il est professeur au centre Saint-Charles (Paris 1 Panthéon-Sorbonne) et membre de l'UMR Acte (Paris 1- CNRS).

## Biographie
Miguel Egaña commence son activité artistique à partir de 1978-1979, principalement dans le champ des interventions urbaines. Bien qu'il ne soit pas un adepte de l'art conceptuel (qu'il juge trop didactique), il accepte l'invitation du galeriste Ghislain Mollet-Viéville et inscrit la proposition « L'art (c'est) secondaire » sur les vitres des fenêtres du lieu d'exposition tenu en étage, rue Beaubourg, par ce dernier. C'est cette formule que l'on peut lire actuellement sur une des fenêtres du MAMCO de Genève, dans l'appartement-galerie reconstitué par les soins de Christian Bernard.
La même année (1979), il réalise l'intervention suivante : il colle, à l'aide de ruban adhésif transparent, l'inscription « art parasite » sur les vitres de photocopieurs à usage public. Les utilisateurs emportent ainsi, à leur insu, cette formule sur chacun de leurs exemplaires. Cette action lui vaudra de figurer parmi les artistes du courant copy art (cf. les articles de Christian Rigal dans la revue Actuel) et de lui donner, pour certains, le statut  de précurseur du virus informatique.
En 1981, Miguel Egaña investit la station de métro Chaussée d'Antin alors en état de réfection, et peint sur les parois remises à nu de grandes reproductions de peintures pariétales préhistoriques (des bisons) ; cette intervention, qu'il baptise Altamira 2000, marquera l'acmé de son activité dans l'univers urbain, à laquelle il renoncera pour s'orienter vers d'autres pratiques.
Dans les années 1980, il est, aux côtés de Jean-Luc Vilmouth, Claude Lévêque, Présence Panchounette, Nicole Stenger, Richard Baquié, dans le cadre de la Galerie de Paris dirigée par Eric Fabre, un des membres les plus actifs d'un nouvel « art de l'objet », poursuivant la tradition des surréalistes et du Nouveau Réalisme. En 1986, il réalise, en hommage à ses précurseurs surréalistes, les premiers cadavres exquis tridimensionnels qui associent, outre sa propre participation, les artistes Anne Vidal, Nicole Stenger, Richard Baquié et Carlos Kushnir.
Dans les années 1990, il modèle de nombreuses sculptures à base de viande hachée congelée, exposées dans des congélateurs de supermarché ; on retiendra La Chair perdue, installation reprenant les formes des moulages des victimes de Pompéi, exposée dans divers lieux, dont le musée des Sables-d'Olonne (1994) et L'Hermaphrodite endormie, copie grandeur nature du célèbre original du Louvre, montrée au Centre d'art de Tarbes (1994).
Depuis, il s'est orienté vers une pratique plus proche du Land art et des installations jardinières : on citera son Jardin de Guerre, agrandissement géant et in situ de motifs de camouflage militaire (Parc de Tecomah, Jouy-en-Josas, 2000) et ses feuilles-scies (feuilles géantes peintes en rouge découpées dans du métal), visibles en permanence dans le parc de sculptures du château de Chamarande (Essonne).Il a participé à l'exposition Dreamlands au centre Georges-Pompidou en 2010.
Dessinateur, il a collaboré à L'imbécile, la revue satirique dirigée par Fréderic Pajak, et a réalisé deux livres de dessins, La Joie de vivre (préface de Didier Ottinger, éditions Buchet-Chastel, 2004) et Dessins(textes de Loïc Bodin et d'Emmanuel Pernoud, éditions du Panama, 2006).

## Publications
- Miguel Egaña, La Joie de Vivre, préface de Didier Ottinger, Buchet-Chastel, 2004.
- Miguel Egaña, Dessins, textes d'Emmanuel Pernoud et Loïc Bodin, éditions Panama Musée, 2006.
- Miguel Egaña (dir.), Du Vandalisme, éditions La lettre volée, Bruxelles, 2005.
- Miguel Egaña, Périphérique intérieur, Paris, L'harmattan, 2008.
- Miguel Egaña (dir.), Quoi de nouveau sur l'origine? Bruxelles, La Lettre volée, 2010.
- Miguel Egaña, Bête comme un peintre, Lyon, Fage éditions, 2011.
- Miguel Egaña (dir.), Figures de l'artiste, Paris, L'Harmattan, 2012.
- Miguel Egaña & Fabrice Flahutez (dir.), Arts drogués, expériences psychotropiques et création artistique, Presses Universitaires de Paris-Ouest, 2013.